# Regressietest
Met regressietesten wordt gecontroleerd of de niet-aangepaste onderdelen van een applicatie nog steeds juist werken.
De bekendste vorm is het testen van het ongewijzigde deel van de software na aanpassing van de applicatie. Als de oude functionaliteiten nog steeds goed werken dan heeft er geen regressie daarvan plaatsgevonden, anders wel. De bevinding over de regressie wordt naar de ontwikkelaars gestuurd. Deze zullen de software weer goed moeten maken waarna wederom een regressietest wordt uitgevoerd. Pas als oude en nieuwe functionaliteiten zowel afzonderlijk als geheel goed werken dan kan tot vrijgave (release) van de applicatie worden overgegaan.
Regressietesten kunnen ook worden uitgevoerd zónder aanpassingen van de betrokken software, bijvoorbeeld bij veranderde hardware of een andere versie van het besturingssysteem.